# Warren Leight
Warren Leight (Queens, 17 gennaio 1957) è un drammaturgo, sceneggiatore, produttore televisivo e regista statunitense, vincitore di un Tony Award per il suo dramma Side Man.

## Biografia
Figlio di un trombettista jazz, Warren Leight è cresciuto in ristrettezze economiche a New York prima di laurearsi in scienze della comunicazione all'Università di Stanford nel 1977.
Da allora ha lavorato scrivendo per la televisione e il teatro, firmando una mezza dozzina di drammi e di libretti di musical. Il suo maggiore successo di è rivelata essere la pièce (parzialmente autobiografica) Side Man, che gli valse il Tony Award alla migliore opera teatrale e una candidatura al Premio Pulitzer per la drammaturgia nel 1998.

## Filmografia parziale

### Produttore
- Law & Order: Criminal Intent – serie TV, 127 episodi (2003-2008)
- In Treatment – serie TV, 35 episodi (2009)
- Lights Out – serie TV, 11 episodi (2011)
- Law & Order - Unità vittime speciali – serie TV, 169 episodi (2011-2021)

### Regista
- La notte che non c'incontrammo (The Night We Never Met) (1993)
- In Treatment – serie TV, episodio 2x34 (2009)

### Sceneggiatore

#### Cinema
- La notte che non c'incontrammo (The Night We Never Met), regia di Warren Leight (2003)
- Strani miracoli (Dear God), regia di Garry Marshall (1996)

#### Televisione
- 100 Centre Street – serie TV, episodio 2x16 (2000)
- Hey Joel – serie TV, episodio 1x02 (2003)
- Law & Order: Criminal Intent – serie TV, 60 episodi (2003-2011)
- In Treatment – serie TV, 9 episodi (2009)
- Lights Out – serie TV, 4 episodi (2011)
- Law & Order - Unità vittime speciali – serie TV, 93 episodi (2013-2021)
- Law & Order: Organized Crime – serie TV, 5 episodi (2021)

## Teatro (parziale)
- Mayor (1985)
- Side Man (1998)
- Glimmer, Glimmer, & Shine (2001)
- No Foreigners Beyond This Point (2006)
- Leap of Faith (2012)